# Milton Soares Gomes dos Santos
Milton Soares Gomes dos Santos (* 26. August 1916 in Salvador da Bahia; † 25. Februar 1974) war ein brasilianischer Komponist.
Gomes dos Santos studierte zunächst Medizin und ab 1955 an der Universidade Federal da Bahia bei Hans-Joachim Koellreutter und Ernst Widmer Musik. Er gehörte 1966 zu den Begründern der avantgardistischen Komponistengruppe Bahia.
In der kurzen Zeit von 1962 bis 1974 entstanden fast vierzig Werke, die sowohl in Brasilien als auch international, so etwa beim Internationalen Festival für neue Musik in Darmstadt, große Beachtung fanden.

## Werke
- Integração, 1962
- Nordeste für Bläser, Schlagzeug, drei Klaviere, Chor, Sprecher und Tonband
- Octeto, 1963
- Estrutura para nove instrumentos de percussão, 1964
- Colagem, 1964
- O id na foz, 1964
- Bahia 3 aspectos: Choupanas em Arembepe, Taboão e Rua de Cachoeira für Schlagzeug, 1964
- Contemplação, 1964
- A descrição do martírio für Schlagzeug, Chor und Sprecher, 1965
- Comunicação Cor e Som, 1965
- Estudos de variações sonoras sobre expressões plásticas de esquizofrênicos für Bläser, Schlagzeug und Streicher, 1965
- Quinteto, Fagottquintett, 1965
- Exortação Agônica für Bläser, Schlagzeug, Sprecher und Chor, 1966
- Estrutura metálica, 1966
- Meditação sobre a Paz für Orchester, 1966
- Mensagem für Solostimmen und Orchester, 1966
- Movimentos für Fagott und Klavier, 1966
- Madrugada após a grande tormenta final,
- Cantos do mundo: a) o canto da esperança; b) canto dos parias; c) berceuse para um menino faminto; d) balada do soldado agonizante; e) canto do solitário für Chor a cappella, 1968
- Entrada do homem em Jerusalém für Schlagzeug, 1968
- Reflexão sobre a eterna continuidade das coisas für Orchester, 1968
- Três momentos no caminho: a) mágoa; b) depressão; c) revolta für Schlagzeug, 1968
- Primevos e Postrídios für Chor und Orchester, 1969
- A Montanha Sagrada für Smetak-Instrumente, Blockflöte und Gesangsstimme, 1969
- As Crianças: a) a alma do menino perdido; b) retrato de Eurídice; c) velório da menina azul; d) o mundo do menino impossível; e) o menino e o mar für Sprecher, Chor und Kammerorchester, 1969
- Septeto für drei Tonbänder, zwei Violinen, Vibraphone und Klavier, 1969
- Proclive für Chor und Orchester, 1970
- Diálogo do solilóquio für Kammerensemble, 1970
- Intuição do Precípuo für Kammerensemble, 1970
- Trio für Violine, Cello und Klavier, 1970
- Vórtice für Bläser, 1970
- Um cântico para Saint Leibowitz, 1970
- Símbolos, intuitos e manchas, 1971
- Prólogo a um prelúdio para o homem cósmico für Orchester, 1971
- … e do horizonte carregado de negro für Chor a cappella, 1971
- O Navio negreiro für Sprecher, Chor und Orchester, 1971